# Charles Alexandre de Liedekerke-Beaufort
Pour les articles homonymes, voir Liedekerke-Beaufort.
Pour les autres membres de la famille, voir Maison de Liedekerke.
Le comte Charles Alexandre Joseph de Liedekerke-Beaufort, né à Horion-Hozémont le 26 juillet 1764 et mort à Jambes le 26 avril 1846, est un homme politique belge.
Destiné à une carrière ecclesiastique, il fut préparé à la fonction de chanoine tréfoncier du chapitre de Saint-Lambert à Liège . Désigné coadjuteur de Charles Alexandre Joseph de Liedekerke, il ne put intégrer le chapitre à cause de la révolution française. Il réorienta sa carrière et fut désigné gouverneur de la province de Liège sous le régime hollandais.
Il exerça les fonctions suivantes:
- Gouverneur de Liège (1815-1828)
- Directeur de l'Université de l'État de Liège (1817-1820)
- Membre du Conseil d'État (1822-1830)
- Président-fondateur de la Société d'Encouragement pour l'Instruction élémentaire dans la Province de Liège (1827)
- Président du corps équestre de la Province de Liège (1827-1830)
- Chambellan de Guillaume Ier des Pays-Bas (1830)
- Sénateur de l'arrondissement de Liège (1831-1832)
- Membre du conseil de régence de Liège

Il est le frère de Hilarion de Liedekerke-Beaufort.

## Sources
1. ↑   Christian de Liedekerke Beaufort, le comte Hillarion, t.2, 1968, p. 357-362
2. ↑   Joseph de Theux, Le chapitre de Saint-Lamber à Liège, t.4, 1871, p.78

- "Le Parlement belge", p. 164.
- J. Stengers, J.-L. De Paepe, M. Gruman, "Index des éligibles au Sénat (1830-1893)", Brussel, 1975.